# خضر علي
خضر علي (مواليد 26 مايو 1998 في بغداد) هو لاعب كرة قدم عراقي، يلعب بمركز الظهير الأيمن لصالح نادي الشرطة والمنتخب العراقي الاولمبي.